# Conflit de la banane
Ne doit pas être confondu avec Guerre des Bananes.
Le conflit de la banane ou guerre de la banane est un différend politique, économique et commercial centré sur des questions de droit de douane relatifs à la banane, entre l'Union européenne, et les pays latino-américains, soutenus par les États-Unis. Ce conflit a démarré en 1993, avec plusieurs annonces de fin, en 2009 et en 2011. Selon le point de vue européen, il s'agit de préserver les producteurs membres des pays ACP menacés par la libéralisation des normes économiques exigée par l'Organisation mondiale du commerce. Selon le point de vue américain, il s'agit de dénoncer un régime douanier inéquitable,. En rétorsion des mesures européennes, Washington décide en 1999 d'imposer des sanctions douanières aux exportations européennes, qui ne sont levées qu'en 2001. Les États-Unis commercialisant ces bananes provenant de l'Amérique latine, sont partisans du démantèlement de toute protection économique.

## Histoire
Avant 1993, plusieurs droits de douane différents sur les importations de bananes coexistaient au sein de l'Union européenne, l'Allemagne notamment n'avait pas de droits de douane, quand les autres pays européens avaient 20 % de droits de douane, avec des exceptions pour les bananes venant de certains pays qui étaient libres de droit de douane dans certains pays européens en particulier (par exemple les bananes de Jamaïque au Royaume-Uni, ou celle de Côte d'Ivoire en France), à cela s'ajoutent des quotas d'importations pour la production nationale des régions ultrapériphériques des pays européens.
En juillet 1991, le Costa Rica, la Colombie, le Honduras, le Mexique, le Pérou et le Venezuela dénoncent le régime d’importation des bananes de l'Union européenne au GATT, sans résultat. En juin 1992, le Costa Rica, la Colombie, le Guatemala, le Nicaragua, le Venezuela dénoncent à nouveau l'Union européenne au GATT, sans résultat.
En fin 1992, début 1993, la Colombie, le Costa Rica, le Nicaragua, le Venezuela et le Guatemala entament une procédure devant le GATT, sur les conditions d'exportations des bananes des pays ACP vers l'Union européenne existantes à ce moment-là. La conclusion du rapport du GATT est contrastée et sans caractère coercitif, car au sein du GATT, un seul veto (dont celui d'un seul protagoniste) suffit pour invalider une décision sur un différend.
Le 1er juillet 1993, à la suite de la création du marché unique pour la banane, l'Union européenne met en place de l'Organisation commune du marché de la banane (OCMB) qui permet l'entrée de 857 700 tonnes de banane en franchise de droits de douane venant de l'ensemble des pays ACP et au delà met en place un droit de douane de 750 euros par tonne pour les pays ACP. Pour les autres pays, ce régime d'importation met en place un droit de douane de 100 euros par tonne jusqu'à une barre de 2 millions de tonnes, pour l'ensemble des pays hors ACP, puis un droit de douane de 850 euros au delà. Enfin 33,5 % de ce quotas de 2 millions de tonnes de banane est réservé à l'importation par des entreprises européennes. Ainsi la Côte d'Ivoire et le Cameroun ont le droit d'exporter jusqu'à 155 000 tonnes de bananes chacun sur le marché européen contre 40 000 tonnes pour le Cap Vert et 105 000 tonnes pour la Jamaïque pour ne citer que ces exemples. Le système est contesté dès le début par les États-Unis, pour défendre ses entreprises impliquées dans le commerce de la banane notamment Chiquita,. En parallèle, au sein même de l'Union européenne, l'Organisation commune du marché de la banane ne fait pas l'unanimité, l'Allemagne allant même jusqu'à déposer plainte en mai 1993 à la Cour de justice des Communautés européennes à ce sujet, sans succès,.
En juin 1993, la Colombie, le Costa Rica, le Nicaragua, le Venezuela et le Guatemala portent plainte devant le GATT contre le régime communautaire de la banane,. La publication du rapport du groupe spécial rendu en février 1994 déclare que l'OCMB ne répond pas au principe de la nation la plus favorisée et que la répartition des quotas est problématique,,. Cependant de par un environnement règlementaire peu contraignant du GATT, le rapport n'est pas adopté,. Par la suite la Commission européenne et quatre pays plaignants (tous sauf le Guatemala) ont abouti en mars 1994 à un compromis, transformé en accord-cadre,,. En échange d'un engagement des quatre pays signataires à ne pas attaquer l'OCMB jusqu'en 2002, le contingent tarifaire pour les bananes non traditionnelles ACP et pour les bananes pays tiers est augmenté de 200 000 tonnes (passant ainsi de 2 millions à 2,2 millions de tonnes) et les droits de douane pour les bananes pays tiers du contingent réduits de 100 à 75 euros par tonne,. Cet accord cadre permet aux quatre pays bénéficiaires d'avoir d'une réallocation des contingents tarifaires qui leur sont attribués en cas de non-utilisation de la totalité de leur contingent national.
En mai 1994, l'Allemagne pose à nouveau plainte devant la Cour de justice des Communautés européennes, sans résultat. En septembre 1994, Chiquita et l'Hawaii Banana Industry Association portent plainte auprès de l'administration américaine contre l'Organisation commune du marché de la banane (OCMB). Par la suite l'administration américaine accepte la plainte, écrit un rapport qui met en évidence les pertes économiques pour l'économie américaine, essaye de négocier avec l'Union européenne, avant de rejoindre la plainte d'autres pays en 1996.
Le 8 mai 1996, le Guatemala, le Honduras, le Mexique, l'Équateur et les États-Unis portent plainte devant l'OMC pour dénoncer le caractère discriminatoire de l'OCM Bananes à l'égard des bananes venant d'Amérique latine. C'est la première plainte au sein de ce conflit devant l'OMC, institution créée en 1995. En septembre 1997, l'Organe de règlement des différends condamne en appel l'OCM Bananes,. À la suite de cette décision, l'Union européenne doit donc mettre en conformité son régime d'importations de bananes avec les conclusions du panel sous 15 mois, soit jusqu'au 1er janvier 1999 pour se conformer aux conditions du jugement de l'OMC,. En janvier 1998, l'UE annonce une modification à son système d'importation des bananes avec des droits de douane supplémentaires de 353 000 tonnes pour les pays non ACP et une suppression d'un ensemble de licences d'importation préférentielle pour les entreprises européennes, modification qui est jugée comme non suffisante par les États-Unis, avant d'être adoptée en octobre 1998 par le Conseil européen,. Le 21 décembre 1998, les États-Unis menacent d'augmenter de 100 % les droits de douane de seize produits européens à moins que l'Union européenne n'interrompe son traitement préférentiel pour les producteurs des pays ACP,. Ces produits incluent des produits textiles, des produits alimentaires ou encore de l'électroménager venant d'une large partie des pays de l'Union européenne. Le régime modifié d'importation de bananes est mis en place le 1er janvier 1999.
Le 12 janvier 1999, une plainte de l'Équateur contre l'Union européenne au sujet des bananes induit la création d'un panel au sein de l'Organe de règlement des différends de l'OMC. En janvier, les États-Unis demandent à l'Organe de règlement des différends d'autoriser leurs mesures de rétorsion contre l'Union européenne. Les jours suivants, Dominique et Sainte-Lucie s'opposent à ce que ce sujet soit à l'ordre du jour de l'Organe de règlement des différends, avant qu'un compromis soit trouvé le 29 janvier 1999, compromis qui prévoit que le panel en cours se penche sur les mesures de rétorsions, contre leur suspensions jusqu'en mars 1999,. En mars 1999, les États-Unis mettent en place des mesures de rétorsion d'un montant de 520 millions de dollars.
Le 8 avril 1999, l'Union européenne est jugée comme étant en violation avec les engagements contractés avec l'OMC, car elle accentue ainsi la discrimination vis-à-vis des opérateurs des pays tiers de par l'octroi de quantités réservées aux seuls importateurs de bananes en provenance des pays ACP et de par le choix d'une période de référence historique (1994-1996) comme base de répartition des certificats d'importation,. L'OMC détermine que les intérêts commerciaux américains n'ont subi des pertes que de 191,4 millions de dollars, ce qui permet des rétorsions d'un montant identique,,. L'OMC détermine également des mesures de rétorsions similaires de 201,6 millions de dollars peuvent être prise par l'Équateur contre l'Union européenne. Le 9 avril 1999, les États-Unis publient une nouvelle liste de produits pour lesquels des mesures de rétorsion sont prises pour un montant de 191 millions de dollars. En novembre 1999, l'Union européenne adopte une version révisée de l'OCMB, version qui doit prendre fin en 2006.
En janvier 2001, Chiquita intente un procès devant le Tribunal de première instance de l'Union européenne, à la Commission européenne pour des dommages et intérêts de 525 millions de dollars. En avril 2001, un accord est signé entre l'Union européenne et les États-Unis et en parallèle un accord similaire est signé entre l'Union européenne et l'Équateur. Les États-Unis abandonnent les sanctions économiques et les Européens leur système d'importation qu'ils remplacent par un système transitoire qui doit aboutir à un système uniquement tarifaire en 2006.
En 2005, le nouveau système d'importation de bananes est proposé par l'Union européenne, avec un contingent tarifaire pour les pays ACP et un droit de douane de 230 € par tonne de bananes pour les importations, sans quotas hors droit de douane,. À la suite de cette annonce, toujours en 2005, l'Équateur, la Colombie, le Panama, le Honduras, le Guatemala, le Brésil, le Costa Rica, le Nicaragua et le Venezuela demandent un l'arbitrage de l'OMC sur ce dispositif. L'OMC donne raison à ces 9 pays plaignants et demande à l'Union européenne de revoir sa tarification,. En septembre 2005, l'Union européenne propose 187 € par tonne de droits de douane sur les bananes, proposition rejetée par les pays d'Amérique latine. Fin 2005, l'Union européenne propose des droits de douane de 176 € par tonne, niveau qui est contesté par le Honduras, Panama et le Nicaragua
Entre 2006 et 2007, l'Équateur, la Colombie, le Panama et les États-Unis portent plainte de manière séparée devant l'Organe de règlement des différends contre l'Union européenne,,.
En novembre 2008, à la suite d'une plainte de l'Équateur, l'Organe de règlement des différends annonce que les modalités d'importation des bananes de l'Union européenne sont encore contraires aux règles de l'OMC.
En décembre 2009, l'Union européenne et 11 pays d'Amérique latine signent un accord à Genève baissant les droits de douane de l'Union européenne sur les bananes de 176 euros à 114 euros la tonne, contre l'arrêt des procédures de ces 11 pays à l'OMC contre l'Union européenne au sujet de la banane,. En juin 2010, les États-Unis et l'Union européenne signent un accord formalisant la fin de leur conflit sur cette question. Le 8 novembre 2012, l'Union européenne et 11 pays d'Amérique latine signent un nouvel accord au siège de l'OMC, concernant ces mêmes dispositifs